# 안드로메다자리 델타

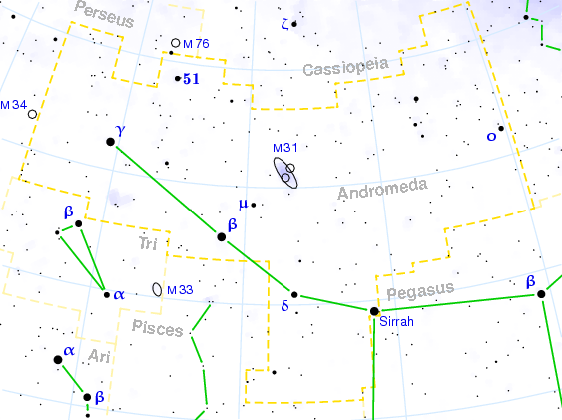

안드로메다자리 델타(δ And / δ Andromedae)는 안드로메다자리에 있는 별이다. 장주기 분광 쌍성으로 공전 주기는 약 15,000일, 겉보기 등급은 +3.28등급이다. 주성은 K형 거성이다. 전에는 F형 주계열성이었다가 시간이 지나면서 진화한 것으로 보인다. 또한 적외선 초과 현상이 관측되고 있어 항성 주위를 먼지 원반이 둘러싸고 있는 것으로 추측된다. 반성은 K형 왜성으로 주성에 비해 어둡다.

## 주해
1. ↑  연주시차를 이용한 계산